# الفرقاطة فئة هنتر
الفرقاطة فئة هنتر هي فئة جديدة من الفرقاطات متعددة المهام التي يتم تطويرها بواسطة شركة (بي إيه إي سيستمز-أستراليا) للبحرية الملكية الأسترالية في إطار برنامج الفرقاطة من فئة هنتر، وهو أكبر مشروع للسفن السطحية في البلاد حتى الآن.

يُشار إلى الفرقاطة أيضًا باسم (السفينة القتالية العالمية الأسترالية Global Combat Ship Australia) خلال مسابقة التصميم، وهذه الفرقاطة هي النسخة الأسترالية للسفينة القتالية العالمية تايب-26 قيد الإنشاء للبحرية الملكية البريطانية.

ستستبدل الفرقاطات فئة هنتر المتعددة المهام الفرقاطات الحالية من فئة أنزاك، والتي دخلت الخدمة مع البحرية الملكية الأسترالية في عام 1996.

تم تصميم الفرقاطات، المصممة لأداء مجموعة من المهام، في المقام الأول للحرب ضد الغواصات، جنبًا إلى جنب مع الدفاع الجوي والحرب ضد السطح والمراقبة والاستخبارات والحظر والمساعدة الإنسانية وعمليات الإغاثة في حالات الكوارث.

## التطوير
اختارت الحكومة الأسترالية شركة بي إيه إي سيستمز لتكون مقدم العطاء المفضل لبرنامج SEA 5000 في يونيو 2018. وستقدم شركة (بي إيه إي سيستمز-أستراليا) تسعة فرقاطات متعددة المهام من فئة هنتر بموجب عقد بقيمة 35 مليار دولار.

ستقوم شركة (ASC Shipbuilding)، التابعة لشركة بي إيه إي سيستمز، ببناء الفرقاطات من فئة هنتر.

تبلغ قيمة مشروع SEA 5000 قرابة 24 مليار دولار أمريكي.

تم تسمية السفن الثلاث الأولى على أسماء ثلاث مناطق رئيسية في البلاد وهي: هنتر وفلندرز وتسمان.

تم توقيع اتفاقية عمل متقدمة (AWA) لمرحلة الهندسة والتصميم للمشروع بين شركة بي إيه إي سيستمز والحكومة الأسترالية في أكتوبر 2018.

تم اختيار شركات (لوكهيد مارتن -أستراليا) و (ساب-أستراليا) من قبل شركة بي إيه إي سيستمز لدمج نظام القتال في الفرقاطات في نوفمبر 2018.

يشمل مطورو المشروع الرئيسيين شركات (Raytheon Anschutz) و (Rolls-Royce) و (Ultra) و (MTU) و (Saab) و (Penske Power Systems) و (نافال كروب) و (تاليس).

مُنحت شركة (BlueScope Steel) عقدًا بقيمة 2.6 مليون دولار في يونيو 2020 لتوريد حوالي 1500 طن من ألواح الصلب للمشروع.

يشترك مطور المشروع أيضًا مع جامعة فلندرز والمؤسسات المحلية الصغيرة والمتوسطة (SMEs) للتحول الرقمي.

قام أكثر من 900 مورد من السكان الأصليين بالتسجيل في برنامج هنتر.

سيتم بناء السفن في حوض سفن أوزبورن البحري في جنوب أستراليا.

بدأ العمل مع بدء النماذج الأولية في عام 2020 وسيتم قطع الفولاذ للسفينة الأولى في عام 2022.

## التصميم والمواصفات
سيتم بناء فرقاطات من فئة هنتر باستخدام تقنيات التصميم الرقمي المعياري لتوفير المرونة والنموذجية للقوات البحرية في تنفيذ مجموعة من العمليات.

ستعتمد السفن على هيكل بدن ذي بصمة صوتية قليلة.

ستقوم السفن أيضًا بدمج بنية الأنظمة المفتوحة مع تكنولوجيا السونار المتقدمة لتقديم الدعم طوال الحياة وتوفير الترقيات في المستقبل.

وستتميز مؤخرة الفرقاطات بوجود خليج مهمة mission bay ومنشأة حظائر مخصصة.

سيضم خليج المهمة mission bay مخازن حاويات مرنة يمكن ان تضم مساعدات إنسانية لبعثات الإغاثة في حالات الكوارث.

يمكن إيواء السفن السطحية غير المأهولة والمركبات غير المأهولة تحت الماء والأنظمة الجوية ونشرها من خليج المهمة mission bay عند الحاجة.

سيتم ربط منشأة الحظيرة بمساحة لاستيعاب طائرة هليكوبتر مقاتلة نوع (إم إج-60 أر) بخليج المهمة mission bay.

يمكن تخزين مروحية إضافية متعددة الاستخدامات مثل شينوك أو إن إج-90 متعددة المهام في خليج المهمة mission bay.

يبلغ طول الفرقاطة وشعاعها Beam قرابة 149.9 مترًا و 20.8 مترًا على التوالي، في حين أن إلازاحة بالحمولة الكاملة ستكون 8800 طن.

يمكن أن يدير الفرقاطة من فئة هنتر طاقم أساسي مكون من 180 فردًا ويمكن أن تستوعب 208 أفراد في الأرصفة.

في يوليو 2020 رفضت شركة (ASC Shipbuilding) المسؤوله عن بناء الفرقاطات المزاعم التي ظهرت في وسائل الأعلام وشككت في مشكلة الحجم في تصميم الفرقاطات التسعة قد تكون موضع شكوك وقال مدير الشركة غريغ لوكهارد: الشكوك المتعلقة بالوزن والطول في تصميم السفينة كانت غير صحيحة ولم تضع في اعتبارها بشكل صحيح نشاط التصميم البحري المعقد جدًا والطبيعي جدًا.وأضاف: لقد شرعت شركة ASC لبناء السفن في عملية تصميم، باستخدام السفينة القتالية العالمية نوع تايب 26 في المملكة المتحدة كتصميم مرجعي، لتقديم قدرة محددة جدًا للبحرية الملكية الأسترالية وفي حين أن هناك أوجه تشابه، لم تقم أستراليا بشراء فرقاطات من نوع تايب 26. بدلاً من ذلك، ستكون فئة هنتر الأسترالية سفينة مختلفة تمامًا بقدرات مثل رادار CEA الأسترالي الصنع، وسطح لاستيعاب طائرة هليكوبتر [MH-60R] روميو، ونظام Aegis Combat System الذي يتم دمجه حاليًا في التصميم.

## التسليح والمستشعرات
التسليح الرئيسي الذي سيتم تجهيزه على أسطول الفرقاطة من فئة هنتر يشمل نظام مدفع بحري عيار 5 بوصات نوع (Mk 45 Mod 4) ونظام إطلاق عمودي (مارك-41) مثبت على قسم القوس في السفينة.

يمكن أيضًا أن تكون السفينة مسلحة بطوربيدات (MU90)، صاروخ قياسي (SM2) وصواريخ (سي سبارو) المتطورة (ESSM). كما يمكن تزويدها بصواريخ متطورة أخرى مضادة للسفن ونظام إطلاق شرك (Nulka).
ستحتوي الفرقاطة على حوامل سلاح لإيواء مدفعين قصيري المدى عيار 30 ملم واثنين من أنظمة اسلحة الدفاع القريب CIWS عيار 20 ملم.

سيتم تعزيز القوة النارية للسفن من خلال تركيب الجيل القادم من نظام قتال Aegis ، الذي يمكّن فرقاطات الصواريخ الموجهة من تعقب واكتشاف الطائرات والغواصات والسفن في محيطها. سيعزز النظام الوعي الظرفي لفريق القيادة على متن السفينة وسيمكنهم من اتخاذ قرارات سريعة لتدمير أهداف العدو.

سيتم تلبية المتطلبات الملاحية للفرقاطات من خلال أنظمة استشعار على متنها، بما في ذلك رادار (CEAFAR2) ذي الصفيف المرحلي، وأجهزة الاستشعار الكترو-بصرية، والسونار (Ultra S2150) المثبت على الهيكل، وكذلك نظام (Thales S2087) المسحوب وأنظمة السونار المتغيرة العمق (VDS).

## الدفع والاداء
سيتم تشغيل الفرقاطات من فئة هنتر بنظام دفع يعمل بالديزل والكهرباء أو الغاز (CODLOG). وسوف يدمج محركين كهربائيين وأربعة مولدات ديزل MTU عالية السرعة، بالإضافة إلى توربين غازي (Rolls-Royce MT30) واثنين من المراوح.

ستكون السرعة القصوى للسفن أكثر من 27 عقدة، في حين أن المدى الأقصى سيكون 7000 ميل بحري بسرعة الإبحار العادية.